# 231st Street
231st Street è una fermata della metropolitana di New York situata sulla linea IRT Broadway-Seventh Avenue. Nel 2019 è stata utilizzata da 2 919 305 passeggeri. È servita dalla linea 1, attiva 24 ore su 24.

## Storia
La stazione fu aperta il 1º agosto 1908. Venne ristrutturata tra il 2003 e il 2004.

## Strutture e impianti
La stazione è posta su un viadotto al di sopra di Broadway, ha due banchine laterali e tre binari, i due esterni per i treni locali e quello centrale per i treni espressi. Ognuna delle due banchine è dotata di un gruppo di tornelli con due scale e un ascensore per il piano stradale che portano all'incrocio con 231st Street.

## Interscambi
La stazione è servita da alcune autolinee gestite da MTA Bus e NYCT Bus.
- Fermata autobus